# Michael Bauer (Kabarettist)
Michael Bauer alias Heidelbeerhugo, (* 18. Februar 1983 in Wien) ist ein österreichischer Kabarettist und Content-Creator.

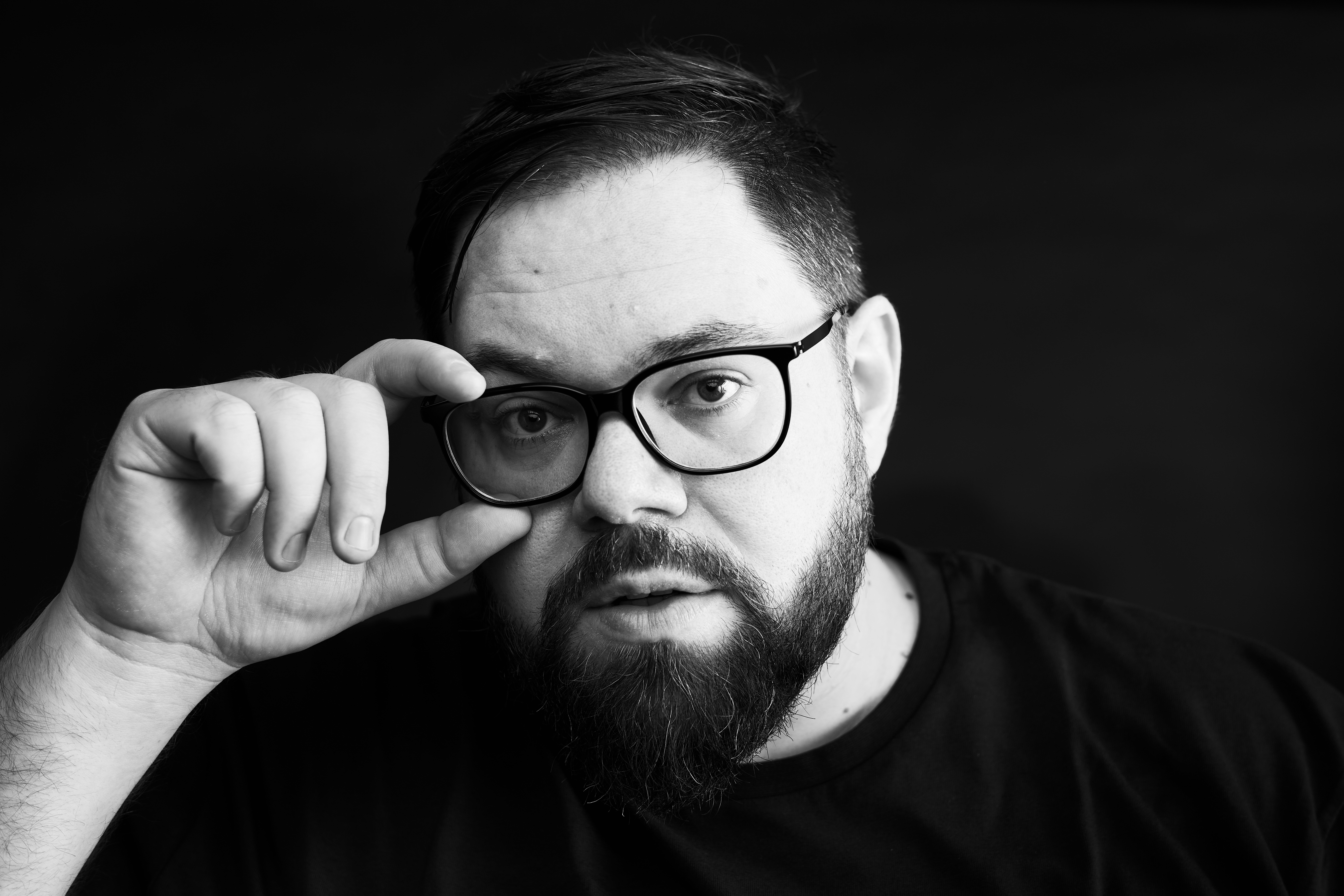
Michael Bauer, 2022

## Leben
Nach der Matura  2002 und einem abgebrochenen Wirtschaftsstudium, war er die ersten 20 Jahre seines Berufslebens im Marketing bei Konzernen tätig.
Im Juni 2022 begann Bauer erste Comedy-Videos auf TikTok und Instagram zu veröffentlichen. Durch sein erstes virales Video wurde der ORF auf ihn aufmerksam. Im November 2022 belegte Michael den 2. Platz bei der „ORF Comedy Challenge“, wo er seinen Mentor Manuel Rubey kennenlernte. Nach einem Gastauftritt im Zuge von Rubeys Dernière von „Goldfisch“ im Wiener Stadtsaal, schrieb Bauer mit seinem Regisseur und Co-Autor Paul Klambauer „Was frag ich auch so blöd?“, welches am 6. September 2023 im Kabarett Niedermair Premiere feierte.
Am 1. September 2023 war er erstmalig im ORF-Sommerkabarett im Rahmen der „Pratersterne Hochschaubahn“ mit Viktor Gernot, Antonia Stabinger, David Scheid, Miss Allie, RaDeschnig, Dirk Stermann, Wiener Blond und Hosea Ratschiller zu sehen.
Zwischen 2023 und 2025 betrieb Michael Bauer gemeinsam mit Manuel Thalhammer den Comedy-Podcast „Am Boden geblieben“.
Michael Bauer lebt in Wien und ist Vater zweier Kinder.

## Programme
- 2023: Was frag ich auch so blöd?
- 2025: 10-Meter-Turm